# Гельмут Плеснер
Гельмут Плеснер або Хельмут Плеснер (нім. Helmuth Plessner; нар. 4 вересня 1892, Вісбаден — пом. 12 червня 1985, Геттінген) — німецький філософ і соціолог, один із засновників філософської антропології

## Біографія
Його батько, Федор Плеснер (нім. Fedor Plessner), був відомим лікарем і вченим-медиком.
Вчився у Віндельбанда, Еміля Ласка, Ханса Дріша, Гуссерля. З 1926 року — професор Кельнського університету. Під час правління нацистів був відсторонений від роботи через єврейське походження батька, в еміграції в Голландії. З 1951 року — професор філософії та соціології Геттінгенського університету.
Був президентом Німецького філософського товариства.

## Основні ідеї
Гельмут Плеснер намагався виявити «базисну структуру людського буття».
Один з основоположників філософської антропології Хельмут Плеснер на основі наукової філософії життя дає феноменологічне формулювання «ступенів органічного». Живе відрізняється від неживого тим, що саме визначає свою мету, переступаючи через себе ззовні, і визначає себе всередині тієї межі, йдучи в середину до себе як такого, тобто передбачає саме себе. Звідси основна характеристика живого — позиціональність. Традиційно Хельмут Плеснер характеризує рослинну, тваринну і людську організацію позиційно, причому принцип більш низької організації, проведеної до крайніх меж. Тварина, на відміну від рослини, опосередковано включена в навколишнє середовище. У тварини є органи для контакту з нею і сугубо внутрішні органи. Для їх взаємного опосередкування потрібен центр. Позиційність тварини — центрична. Центр ніби дистанційований від живого тіла, яке сприймається центром як плоть. Ця ексцентрична позиційність — головна характеристика людини. Отже, людське укорінено поза світом, поза наявного буття. Але буття поставлено не на божественну першооснову, як у Шеллера, а на ніщо. Людина неминуче перебуває у боротьбі за своєю рефлексією і іманентністю всіх своїх визначень, у боротьбі, що відновлює з тією ж необхідністю, з якою кожна спроба терпить провал. Це показує установлені нею основні антропологічні закони. Закон природної штучності означає, що людини змушена урівноважити свою поставленість на ніщо результатами своєї діяльності.
Практично всі концепції виходять з основної тези Макса Шеллера про принципову протилежність людини і тварини Якщо тварина одвічно і всебічно залежить від природних устремлінь, звичок і прив'язана до конкретного середовища, умов свого життя, то людина є вільною, незалежною істотою, поведінка якої строго і однозначно не зумовлюється природною доцільністю, що дає їй можливість ставитись до предмета своєї творчості з певною поміркованістю. Біологічна концепція показує, що людина є біологічно недостатньою істотою, оскільки їй не вистачає інстинктів, не закріплена і не завершена у тваринно-біологічній організації, а тому і не має можливості вести виключно природне існування. Природу людини Хельмут Плеснер визначає на основі аналізу біофізичних аспектів її існування та даних науки про дух і культуру.

## Твори
- Gesammelte Schriften. Fr. / M, Bd. 1-5, 1980-83.
- Gesammelte Schriften. Fr. / M, Bd. 1-5, 1980-83.